# Wilhelm Ljunggren

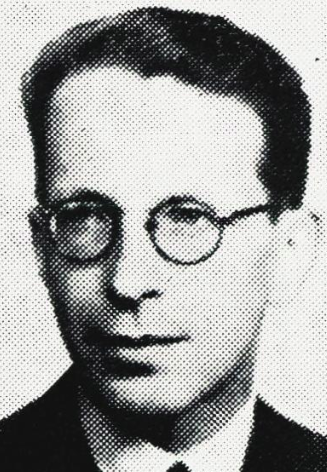
Wilhelm Ljunggren

Wilhelm Ljunggren (sinh ngày 7 tháng 10 năm 1905 – mất ngày 25 tháng 1 năm 1973) là nhà toán học Na Uy với chuyên môn trong lý thuyết số.

## Tiểu sử
Ljunggren được sinh tại Kristiania rồi sau đó hoàn thành trung học vào năm 1925. Ông học tại đại học Oslo, lấy bằng cử nhân trong 1931 dưới sự cô vấn của Thoralf Skolem, là thầy giáo dạy toán tại một trường trung học ở Bergen, rồi theo Skolem chuyển sang học viện Chr. Michelsen vào năm 1930. Khi đang ở Bergen, Ljunggren tiếp tục nghiên cứu của ông, sau đó nhận bằng tiến sĩ từ đại học Oslo vào năm 1937.
Trong 1938 ông chuyển sang làm giáo viên tại Hegdehaugen ở Oslo. Trong 1943 ông trở thành hội viên của viện Hàn lâm Khoa học Na Uy, đồng thời ông cũng tham gia Selskapet til Vitenskapenes Fremme.

### Nghiên cứu
Nghiên cứu của Ljunggren chủ yếu quan tâm lý thuyết số, và cụ thể hơn là các phương trình Diophantine. Ông chứng minh rằng phương trình Ljunggren,
X2 = 2Y4 − 1.
chỉ có duy nhất hai nghiệm nguyên (1,1) và (239,13); tuy nhiên, bài chứng minh của ông khá phức tạp, và sau khi Louis J. Mordell đặt giả thuyết bài chứng minh có thể viết lại ít phức tạp hơn, nhiều bài chứng minh đơn giản hơn đã được xuất bản từ nhiều tác giả.
Ljunggren cũng đặt ra câu hỏi tìm nghiệm nguyên cho phương trình Ramanujan–Nagell
2n − 7 = x2
(hoặc tương đương là tìm các số Mersenne đồng thời là số tam giác) trong 1943, độc lập với Srinivasa Ramanujan, người hỏi cùng câu hỏi đó vào năm 1913.
Các xuất bản của Ljunggren được thu lại trong một cuốn sách và được soạn lại bởi Paulo Ribenboim.